# 299e brigade d'aviation tactique
La 299e brigade d'aviation tactique est une unité de la Force aérienne ukrainienne basée à Kulbakino.
La brigade est équipée d'avions d'attaque au sol Soukhoï Su-25, d'Aero L-39 Albatros, et depuis 2024, de F-16A pour remplir des missions d'appui aérien rapproché aux forces terrestres ukrainiennes et à la marine ukrainienne. Elle est subordonnée au Commandement aérien sud (uk).

## Histoire

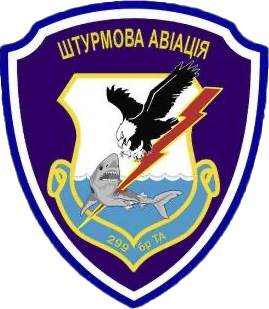
Insigne de la brigade d'aviation tactique.

La 299e brigade d'aviation tactique puise ses origines dans le 299e régiment d'aviation embarquée d'instruction et de recherche de l'aéronavale soviétique (en), fondé en 1976. En 1992, le régiment, basé en Crimée, passe sous drapeau ukrainien pour devenir le 299e régiment d'aviation d'assaut.

### Guerre du Donbass
La 299e brigade est engagée dans les combats contre les séparatistes prorusses du Donbass depuis 2014. Dans ces combats, l'unité enregistre sa première perte matérielle lorsqu'un Su-25 est détruit dans un accident d'atterrissage à l'aéroport international de Dnipro le 2 juillet 2014,.

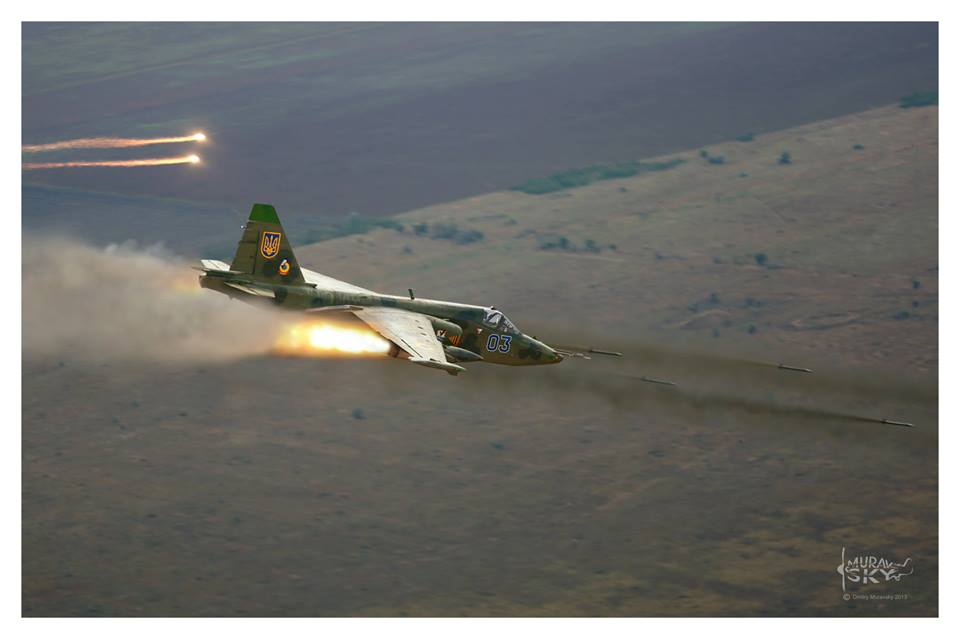
Su-25M1 Bleu 03 abattu par un avion de chasse russe près d'Amvrosiivka le 16 juillet 2014.

Le 16 du même mois cependant, un autre Su-25 est abattu par un missile au-dessus d'Amvrossiïvka, là encore sans dommage pour le pilote qui réussit à s'éjecter. Andriy Lysenko (uk), le porte-parole du Conseil de défense et de sécurité nationale d'Ukraine déclare à cette occasion que l'appareil a été abattu par un avion de chasse russe Mikoyan-Gourevitch MiG-29,,.
Le 23 juillet 2014, deux autres Su-25 de la 299e brigade sont abattus dans la zone tenue par les séparatistes autour de Saour-Mogyla. Les autorités ukrainiennes ont affirmé que les deux appareils ont été touchés par des missiles antiaériens à longue portée lancés depuis la Russie,. Le Premier ministre ukrainien, Arseni Iatseniouk, déclare plus tard dans une interview que l'un des avions d'attaque avait probablement été abattu par un missile air-air.
Le 29 août 2014, deux Su-25, dont l'un piloté par Vladyslav Voloshyn (uk) (qui sera accusé par la Russie d'avoir abattu le vol MH17) sont pris pour cible par des missiles sol-air près de Starobecheve pendant une mission d'attaque au sol lors de la bataille d'Ilovaisk. Voloshyn est touché et abattu. Il réussit cependant à rejoindre le territoire ukrainien après avoir passé quatre jours dans les lignes séparatistes,.
La 299e brigade subit deux pertes supplémentaires en 2015 et 2016, mortelle pour la première, cette fois. Le 11 novembre 2015 un pilote se tue en percutant des lignes à haute tension, et le 14 juillet 2016 un Su-25 est détruit lors d'un accident de décollage sur la base aérienne de Starokostiantyniv.

### Invasion de l'Ukraine
Comme tout le reste des forces aériennes ukrainiennes, la base de la 299e brigade à Nikolaïev-Koulbakino est frappée par les premières attaques russes qui touchent des dépôts de carburant et de munitions, ce qui entraîne le déplacement de l'unité sur d'autres terrains d'aviation.
Au commencement de l'invasion russe de l'Ukraine en 2022, la 299e brigade d'aviation tactique aligne uniquement des Soukhoï Su-25 : 1 Su-25, 13 Su-25M1, 5 Su-25M1K, 3 Su-25UBM1, 2 Su-25UBM1K.
| Indicatif d'appel | Type       | Statut | Note                                                       |
| ----------------- | ---------- | --- | ---------------------------------------------------------- |
| Bleu 15           | Su-25M1K   | |                                                            |
| Bleu 16           | Su-25M1    | |                                                            |
| Bleu 17           | Su-25M1    | |                                                            |
| Bleu 19           | Su-25M1    | Abattu le 26 février 2022 dans la région de Kherson,.                                                          | Le lieutenant-colonel pilote Oleksandr Zhibrov est décédé. |
| Bleu 20           | Su-25M1    | |                                                            |
| Bleu 21           | Su-25M1    | |                                                            |
| Bleu 25           | Su-25M1    | |                                                            |
| Bleu 29           | Su-25M1    | |                                                            |
| Bleu 30           | Su-25M1    | Cet appareil est probablement le deuxième avion ukrainien abattu le 26 février 2022 dans la région de Kherson. |                                                            |
| Bleu 31           | Su-25M1K   | Abattu le 10 mars 2022 près de Nova Kakhovka.                                                                  |                                                            |
| Bleu 32           | Su-25M1K   | |                                                            |
| Bleu 36           | Su-25M1K   | |                                                            |
| Bleu 37           | Su-25M1    | |                                                            |
| Bleu 39           | Su-25M1    | Abattu le 27 février 2022 près de Kiev.                                                                        | Le pilote Gennady Matulyak est décédé.                     |
| Bleu 40           | Su-25M1K   | |                                                            |
| Bleu 41           | Su-25M1    | |                                                            |
| Bleu 44           | Su-25M     | |                                                            |
| Bleu 45           | Su-25M1    | |                                                            |
| Bleu 46           | Su-25M1    | |                                                            |
| Bleu 49           | Su-25M1    | Abattu - Épave découverte dans la région de Kherson.                                                           |                                                            |
| Bleu 60           | Su-25UBM1K | |                                                            |
| Bleu 62           | Su-25UBM1  | |                                                            |
| Bleu 63           | Su-25UBM1  | |                                                            |
| Bleu 64           | Su-25UBM1  | |                                                            |
| Bleu 67           | Su-25UBM1K | |                                                            |

En plus de ces pertes identifiables, la 299e brigade d'aviation tactique a perdu au combat ou dans des accidents 2 pilotes capturés et 7 tués (dont Oleksandr Korpan ou Oleksandr Koukourba (uk), le chef du renseignement de la brigade) ainsi que douze autres appareils, notamment un Su-25 abattu par le groupe paramilitaire Wagner pendant la bataille de Bakhmout, au début de l'année 2023. 
Le 7 février 2024, Vladislav Rykov, un pilote connu dans les réseaux sociaux ayant fait 385 sorties, meurt lorsque son Su-25 est abattu au combat.
Le 6 juin 2024, un Su-25 ukrainien appartenant à la 299e brigade d'aviation tactique a été lourdement endommagé par un drone Lancet russe à la base aérienne de Kryvyï Rih,.
Le 16 avril 2025 (en), un F-16AM de l'unité est abattu, officiellement par un S-400 russe, au-dessus du raïon de Soumy et son pilote tué.

## Organisation
- Commandement
- 1er escadron d'aviation
- 2e escadron d'aviation
- 3e escadron d'aviation
- Bataillon de communications et d'ingénierie radio
- Bataillon de soutien technique d'aérodrome :
  - Compagnie technique
  - Compagnie de maintenance des aérodromes
- Bataillon de sécurité
  - Compagnies de garde
  - Section d'artillerie anti-aérienne
  - Section du Génie
- Section d'incendie
- Unité médicale